# Strathblane
Strathblane (Scottish Gaelic: Strath Bhlàthain, pronounciat [s̪d̪̊ɾahˈvlˠ̪aː.ɪɲ]) és un poble i parròquia del comtat de Stirlingshire, situada al sud-oest del consell de Stirling, a Escòcia central.
A 19 km hi ha el peu de muntanya del Campsie Fells i el Kilpatrick Turons al Blane Aigua (nord de Glasgow) a 23 km hi ha Dumbarton, i a 32 km hi ha Stirling. És el poble més gran de Glasgow, i té una població resident total d'1,811 habitants.
Històricament, Strathblane era el nom d'una parròquia a Stirlingshire que va comprendre tres pobles: Edenkill, Netherton i Mugdock. Mugdock era el més antic dels comtats de Lennox, i a l'est de Strathblane hi havia la ciutat de Lennoxtown. Blanefield és un poblament contigu amb Strathblane.
El nom gaèlic Srath Bhlàthain es tradueix al català com "la vall del Blane", en referència a l'aigua de Blane, un curs d'aigua. L'aigua de Blane (Uisge Bhlàthain) també ha estat referida com Beul-abhainn (pronunciació de gaèlic escocès: [b̊ialˠ̪a.ɪɲ]) que vol dir "riu de la boca" després de la fusió de nombroses cremades. Un dels seus afluents, el Ballagan Burn passa pel salt d'aigua del Canó de Ballagan, que mostra 192 estrats alterns de shales i calcàries (incloent alabastre pur). El Blane flueix cap a l'Endrick, que, al seu torn, flueix cap a l'oest fins a Loch Lomond.

## Història
L'historiador William Forbes Skene va suggerir que Strathblane havia estat el lloc de la batalla entre els britànics i els Pictes l'any 750, durant el qual Talorgan, fill de Fergus, germà d'Óengus I dels Pictes, va ser assassinat. Els Annales Cambriae i Annals of Ulster fan referència al camp de batalla com "Mocetauc" o "Catohic" respectivament, que Skene i altres han suggerit es van referir a Mugdock, una localitat a la vora de Lennox, dins de la parròquia de Strathblane.
Un augment de la població durant el començament del segle xix es va deure, en part, al desenvolupament d'un gran camp de calic a Blanefield (amb 78 adults i 45 nens menors de 14 anys) i dos camps de blanqueig a Dumbrock (amb 67 adults i 14 menors de 14 anys) treballant 10 -11 hores al dia, 6 dies a la setmana. No hi ha cap senyal d'aquesta indústria a la vila actual que tingui un aspecte rural i pintoresc, mentre que la majoria dels feligresos ara viatgen a treballar a les poblacions veïnes.

### Edmonstones de Duntreath
La principal família local era l'Edmonstones de Duntreath que tenia antics enllaços amb els Reis d'Escòcia. El 1374 Sir John Edmonstone va ser ambaixador a França pel rei Robert II, posteriorment, el seu fill Sir Archibald Edmonstone va establir la família a Duntreath. En 1425, el fill de Sir Archibald, Sir William Edmondstone de Culloden, es va casar amb Mary Stewart, la princesa d'Escòcia (segona filla de Robert III) i tenien un fill a qui van nomenar Sir William Edmonstone de Duntreath. La família va guanyar una casa a Colzium quan les Livingstones de Kilsyth van perdre la finca a causa de les seves simpaties jacobites. Més recentment, la mestressa d'Edward VII Alice Keppel (Alice Frederica Edmonstone) era la vuitena filla del quart Baronet, i és la besàvia de Camilla, la duquessa de Rothesay, la segona esposa del Príncep Carles, duc de Rothesay.

## Govern Local
Strathblane es troba dins del comtat de registre i el Tinent de Stirlingshire, que era un comtat administratiu fins a la reorganització del govern local el 1975. Des de 1975 fins a 1996 va formar part de la regió central d'Escòcia. Des de 1996, Strathblane ha format part de l'àrea del consell de Stirling.

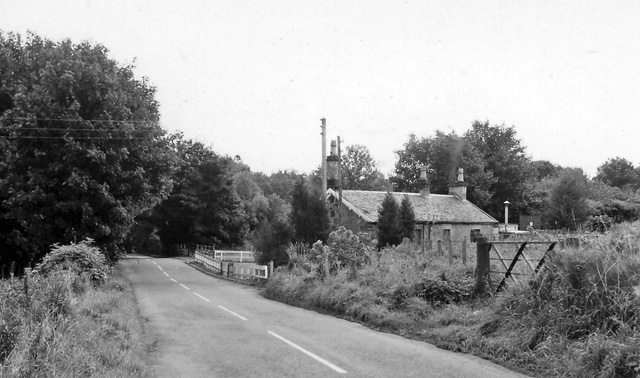
Les restes de Blanefield, estació de ferrocarril fins al 1974

Per a les eleccions al Stirling Council, Strathblane forma part de la sala Forth i Endrick. El barri torna tres regidors sota un sistema de representació proporcional. A les eleccions de 2007, un conseller cadascun dels partits nacionals conservadors, laborals i escocesos
El consell comunitari Strathblane representa els pobles de Strathblane, Blanefield i Mugdock.

## Geografia
Strathblane està situat al peu sud del Campsie Fells, a la Blane Aigua (81 m) per sobre el nivell del mar. La roca predominant dels turons de Strathblane és basalt, i la de les seves terres baixes, la roja antiga de pedra arenisca. El sòl és sorrenc a la part superior de la estrat, i argilen a la part baixa.

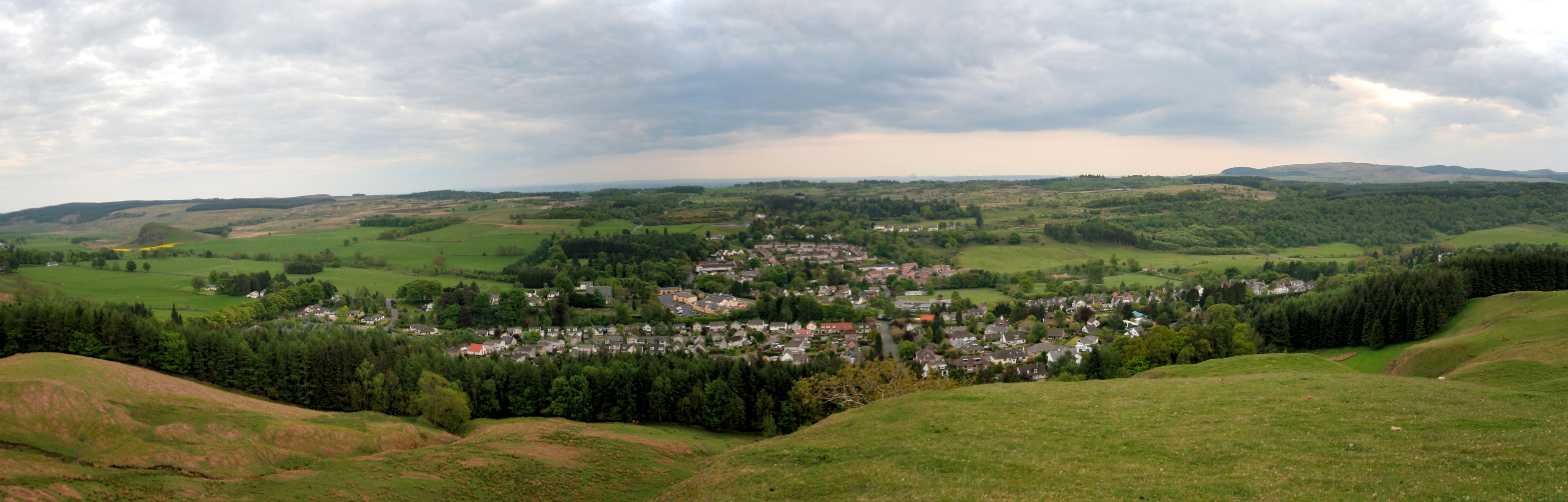
Panoràmica de Strathblane

## Demografia
El poble de Strathblane té una població resident total de 1.811, mentre que l'àrea de l'Ajuntament de Strathblane, que abasta 44 quilòmetres quadrats, té una població més gran de 2.396.
La població de la parròquia era de 620 el 1795, el cens de 1871 va reportar 1,235 que havien crescut fins als 1.811 en el moment del cens de 2001.
| Any                         | 1801 | 1811 | 1821 | 1831  | 1841 | 1851  | 1861  | 1871  | 1881  | 1891  | 1901 | 1911  | 1921  | 1951  |
| --------------------------- | ---- | ---- | ---- | ----- | ---- | ----- | ----- | ----- | ----- | ----- | ---- | ----- | ----- | ----- |
| Població                    | 734  | 795  | 748  | 1,033 | 894  | 1,010 | 1,388 | 1,235 | 1,343 | 1,671 | 880  | 1,024 | 1,275 | 1,354 |
| Font: Cens de Gran Bretanya |      |      |      |       |      |       |       |       |       |       |      |       |       |       |

## Economia
El turisme té un important paper econòmic a Strathblane. Els turistes visiten l'àrea pels passejos i el paisatge local dels moros. Hi ha serveis locals a Strathblane, com ara oficina de correus, biblioteca, botiga de queviures, perruqueria, farmàcia, deli, pub i hotel, per esmentar alguns. Hi havia un banc a Strathblane, però el 2014 es va tancar.
La parròquia estava anteriorment connectada a Glasgow a través d'Edimburg i Glasgow Railway i Blane Valley Railway, amb estacions a Campsie Glen, Strathblane, Blanefield,Dumgoyne i Killearn, que es van inaugurar en 1867 (estès a Aberfoyle el 1882). No obstant això, la línia es va tornar poc competitiva amb el creixement del transport per carretera, i es va tancar als passatgers el 1951 i el transport aeri el 1959.

## Llocs d'Interès

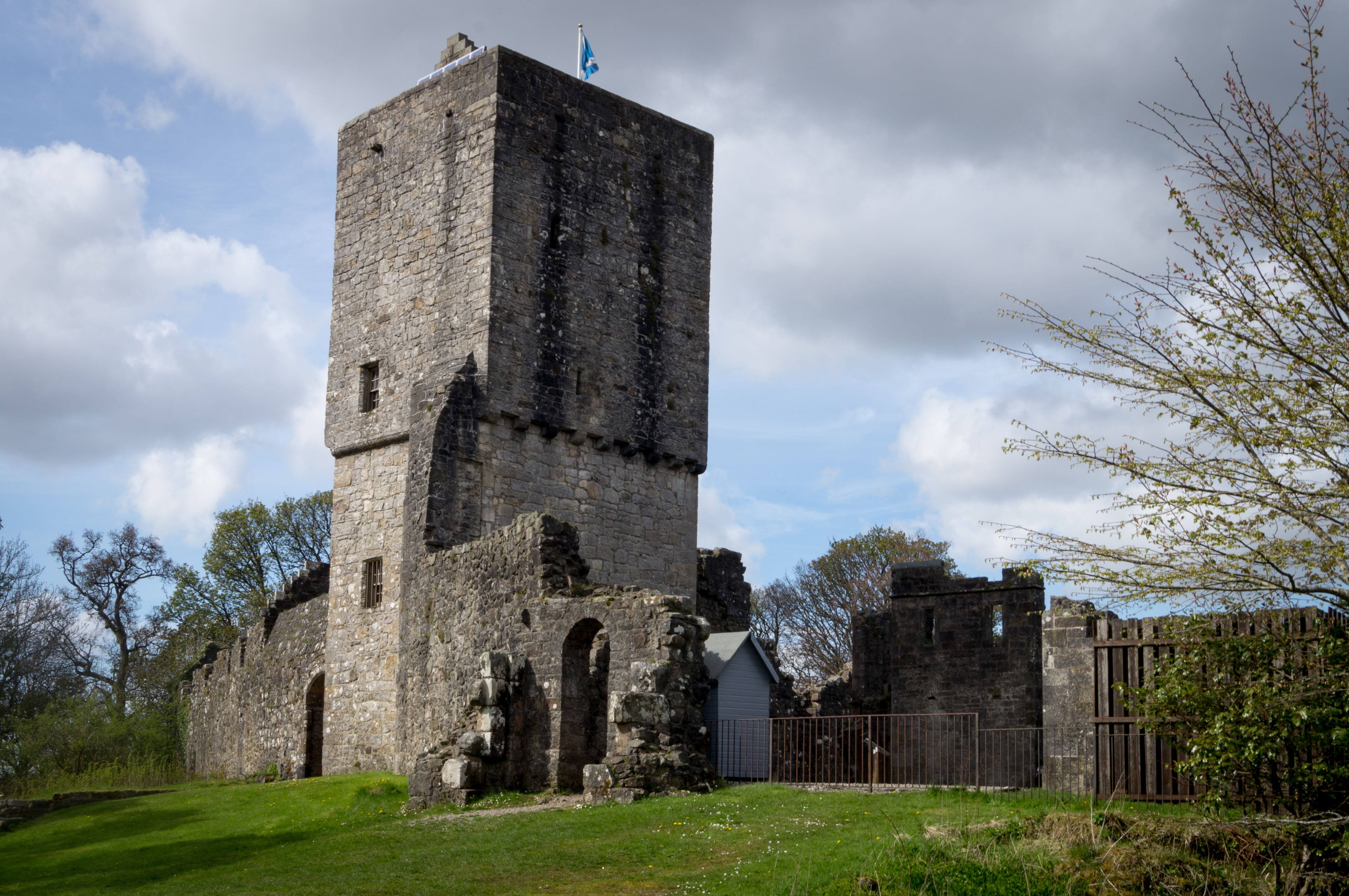
Castell de Mugdock

### Castell de Mugdock
El castell de Mugdock era la fortalesa del Clan Graham.
El castell de Mugdock va ser el bastió del Clan Graham a partir de mitjans del segle xiii. Les seves ruïnes es localitzen al parc nacional de Mugdock a l'extremitat sud de Strathblane amb Milngavie.

### Observador de Stirling
L'observador de Stirling, datat el 25 d'agost de 1921, va informar el descobriment d'un monument erigit en record d'aquells ... [25 homes de Strathblane] ... que van caure en la Gran Guerra "pel duc de Montrose i Sir Archibald Edmonstone, el seient familiar de la qual Va ser Duntreath Castle per Blanefield. El monument va ser dissenyat per Robert Lorimer i va ser construït amb pedra de Doddington. Consisteix en una base quadrada, cada panell que es fa amb panell per rebre les inscripcions i els noms, un "eix esvelt" s'aixeca de la base, i a la part superior de l'eix hi ha quatre escuts, l'acabat és una creu.

### Duc de Montrose
El duc de Montrose, en revelar el monument, va retre homenatge al sacrifici realitzat per aquells de la parròquia que havien mort pel seu país. Va dir "el que la guerra havia significat per als qui hi van participar i quin sacrifici feia per als qui s'havien beneficiat de la seva mort, i què hauria de significar per a la gent de la nostra terra com un incentiu per a la noblesa i l'autoestima viu ".

### Església Parroquial de Strathblane
L'Església Parroquial de Strathblane és una església d'Escòcia, que forma part del Presbiteri de Stirling i el Sínode de Forth. També hi ha una església catòlica dedicada a Sant Kessog.

## Educació

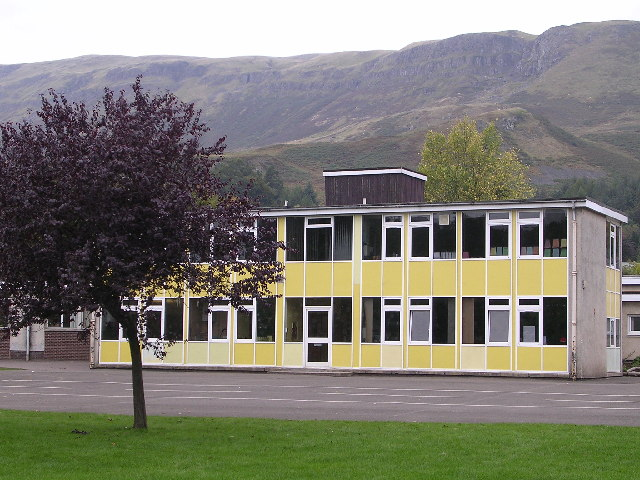
Escola primària de Strathblane

L'escola primària Strathblane és l'escola primària local. Strathblane i Blanefield estan a la zona d'influència de Balfron High School, però estan més a prop de moltes escoles secundàries a East Dunbartonshire, com Douglas Academy.

## Esport
Blanefield Thistle F.C. és un equip local de futbol de l'Associació. Hi ha clubs i organitzacions per a bols, dards, karate, snooker i bols.

## Persones il·lustres
- John Smith (1724-1814) va ser un llibreter nascut a Strathblane, que va establir la primera biblioteca pública de Glasgow.[19]

- James Gordon, el baró Gordon de Strathblane és un home de negocis i un gerent que atorga a Life Peerage la qualificació territorial de Deil's Craig a Stirling.

- Alfred Yarrow, més tard Sir Alfred Yarrow, primer baró de Yarrow Shipbuilders de Scotstoun va ser un resident local i va finançar la construcció del Strathblane Village Club en 1911.[20]